# Olympische Sommerspiele 2012/Teilnehmer (Turkmenistan)
| Gelbes Symbol für Goldmedaillen mit stilisierten Olympischen Ringen | Graues Symbol für Silbermedaillen mit stilisierten Olympischen Ringen | Braundes Symbol für Bronzemedaillen mit stilisierten Olympischen Ringen |
| ------------------------------------------------------------------- | --------------------------------------------------------------------- | ----------------------------------------------------------------------- |
| —                                                                   | —                                                                     | —                                                                       |

Turkmenistan nahm in London an den Olympischen Spielen 2012 teil. Es war die insgesamt fünfte Teilnahme an Olympischen Sommerspielen. Das Nationale Olympische Komitee Turkmenistans nominierte zehn Athleten in fünf Sportarten.

## Teilnehmer nach Sportarten

### Boxen
Stand 10. August 2012
| Männer               |                             |            |                      |  |
| Serdar Hudaýberdiýew | Halbweltergewicht bis 64 kg | M. Kumar   | 7:13 (2:2, 3:7, 2:4) |  |
| Nursähet Pazzyýew    | Mittelgewicht bis 75 kg     | A. Kılıççı | 7:14 (2:4, 3:6, 2:4) |  |

### Gewichtheben
Stand 10. August 2012
| Athleten           | Wettbewerb       | Reißen  | Reißen | Stoßen                       | Stoßen                       | Zweikampf | Zweikampf | Rang |
| Athleten           | Wettbewerb       | Gewicht | Rang   | Gewicht                      | Rang                         | Gewicht   | Rang      | Rang |
| ------------------ | ---------------- | ------- | ------ | ---------------------------- | ---------------------------- | --------- | --------- | ---- |
| Männer             |                  |         |        |                              |                              |           |           |      |
| Ümürbek Bazarbaýew | Klasse bis 62 kg | 135 kg  |        | 167 kg                       |                              | 302 kg    |           | 6    |
| Daniýar Ysmaýylow  | Klasse bis 69 kg | 145 kg  |        | 165 kg                       |                              | 310 kg    |           | 13   |
| Mansur Rejebow     | Klasse bis 85 kg | 160 kg  |        | Anfangsgewicht nicht gehoben | Anfangsgewicht nicht gehoben | -         |           | -    |

### Judo
Stand 10. August 2012
| Athleten           | Wettbewerb       | 1. Runde    | 1. Runde | Achtelfinale  | Achtelfinale  | Viertelfinale | Viertelfinale | Hoffnungsrunde Halbfinale | Hoffnungsrunde Halbfinale | Halbfinale    | Halbfinale    | Hoffnungsrunde Finale | Hoffnungsrunde Finale | Finale        | Finale        | Rang          |
| Athleten           | Wettbewerb       | Gegner      | Ergebnis | Gegner        | Ergebnis      | Gegner        | Ergebnis      | Gegner                    | Ergebnis                  | Gegner        | Ergebnis      | Gegner                | Ergebnis              | Gegner        | Ergebnis      | Rang          |
| ------------------ | ---------------- | ----------- | -------- | ------------- | ------------- | ------------- | ------------- | ------------------------- | ------------------------- | ------------- | ------------- | --------------------- | --------------------- | ------------- | ------------- | ------------- |
| Frauen             |                  |             |          |               |               |               |               |                           |                           |               |               |                       |                       |               |               |               |
| Gülnar Haýytbaýewa | Klasse bis 63 kg | R. Yusubova | 000:0111 | ausgeschieden | ausgeschieden | ausgeschieden | ausgeschieden | ausgeschieden             | ausgeschieden             | ausgeschieden | ausgeschieden | ausgeschieden         | ausgeschieden         | ausgeschieden | ausgeschieden | ausgeschieden |

### Leichtathletik
Laufen und Gehen
| Athleten       | Wettbewerb | Vorlauf | Vorlauf | Viertelfinale      | Viertelfinale      | Halbfinale         | Halbfinale         | Finale             | Finale             | Rang               |
| Athleten       | Wettbewerb | Zeit    | Rang    | Zeit               | Rang               | Zeit               | Rang               | Zeit               | Rang               | Rang               |
| -------------- | ---------- | ------- | ------- | ------------------ | ------------------ | ------------------ | ------------------ | ------------------ | ------------------ | ------------------ |
| Frauen         |            |         |         |                    |                    |                    |                    |                    |                    |                    |
| Maýsa Rejebowa | 100 m      | 12,80 s | 19      | nicht qualifiziert | nicht qualifiziert | nicht qualifiziert | nicht qualifiziert | nicht qualifiziert | nicht qualifiziert | nicht qualifiziert |

Springen und Werfen

Stand 10. August 2012
| Athleten        | Wettbewerb   | Qualifikation | Qualifikation | Finale             | Finale             | Rang |
| Athleten        | Wettbewerb   | Weite/Höhe    | Rang          | Weite/Höhe         | Rang               | Rang |
| --------------- | ------------ | ------------- | ------------- | ------------------ | ------------------ | ---- |
| Männer          |              |               |               |                    |                    |      |
| Mergen Mämmedow | Hammerwerfen | 68,39 m       | 35            | nicht qualifiziert | nicht qualifiziert | 35   |

### Schwimmen
Stand 10. August 2012
| Frauen           |                |             |    |                    |                    |                    |                    |                    |
| Jennet Saryýewa  | 400 m Freistil | 5:40,29 min | 35 | -                  | -                  | nicht qualifiziert | nicht qualifiziert | nicht qualifiziert |
| Männer           |                |             |    |                    |                    |                    |                    |                    |
| Sergeý Krowýakow | 100 m Freistil | 54,43 s     | 46 | nicht qualifiziert | nicht qualifiziert | nicht qualifiziert | nicht qualifiziert | nicht qualifiziert |